# Robert Miras
Robert Miras est un chanteur français né en Afrique du Nord et originaire de Châteaurenard (Bouches-du-Rhône).

## Carrière
Il fut découvert par Luc Dettome en 1972. Ce dernier lui a écrit les chansons de ses débuts Jésus est né en Provence et La chanson du vieux poète.

## Chansons
- 1973 : Jésus est né en Provence et La chanson du vieux poète
- 1974 : 33 tours avec Fernand Sardou, La Pastorale suivi d'un film pour les télévisions francophone
- 1974 : Jésus est né en Provence (réédition avec une seconde pochette)
- 1974 : Je t'emmène à Luna Park et L'amour à tout le monde
- 1974 : Parle-moi maman et Légende en Irlande
- 1974 : Petite fille trop romantique  et C'est ça ma Provence
- 1975 : Une étoile est née (reprise des Bee Gees : I started a joke) et La nappe blanche
- 1977 : Sentimental et Choisis ta cible
- 1980 : Au pays où je vis (33 tours)
- 1985 : La nuit c'est différent et Tant qu'il y aura des femmes
- 1987 : Jésus est né en Provence (nouvelle version) et Il pleut sur Cherbourg
- 1995 : Compilpassion, CD 17 titres standards dont 7 inédits
- 2001 : Mes plus beaux noëls, CD 11 titres dont les Ave Maria de Schubert et Gounod
- 2005 : La légende de Jésus, DVD
- 2005 : C'est ça ma Provence, CD 12 chansons
- 2008 : Robert Miras chante pour les mamans, 12 chansons (reprises et inédites)
- 2010 : L’intégrale de ses succès 1973/1978, 24 titres avec la reprise en espagnol de Piensa en mi, la chanson du film Talons aiguilles; Le noël de ma rue d’Édith Piaf; Prière à Noël de Gloria Lasso; La plus belle nuit de Charles Trenet
- 2015 : Robert Miras chante Noël

La chanson Jésus est né en Provence est diffusée dans le film Papa sorti en 2005.